# Rottschaft Feistritz
Rottschaft Feistritz (früher auch: Sörg – Rottschaft Feistritz) ist eine von elf Katastralgemeinden der Marktgemeinde Liebenfels im Bezirk Sankt Veit an der Glan in Kärnten. Sie hat eine Fläche von 356,07 ha.
Die Katastralgemeinde gehört zum Sprengel des Vermessungsamtes Klagenfurt.

## Lage
Die Katastralgemeinde liegt am südwestlichen Rand des Bezirks Sankt Veit an der Glan. Sie erstreckt sich von den Hängen des Kulmbergs im Westen bis zur Feistritzklamm im Osten, und vom Liembergbach im Norden bis knapp südlich der Glan im Süden. Die überaus gewundene Südgrenze entspricht dem mäandrierenden Verlauf der Glan vor der Regulierung. Die Katastralgemeinde erstreckt sich über eine Höhenlage von 479 m ü. A. an der Glan bis zu 755 m ü. A. nahe dem Kulmberg.

## Ortschaften
Jeweils zur Gänze auf dem Gebiet der Katastralgemeinde Rottschaft Feistritz befinden sich die Ortschaften Kulm und Woitsch. Jeweils teilweise auf dem Gebiet der Katastralgemeinde liegen die Ortschaften Liebenfels, Tschadam, St. Leonhard und Glantschach, wobei die ersteren drei schon bei Gründung der Katastralgemeinde durch die Katastralgemeindegrenzen durchschnitten wurden, während Glantschach früher nördlich knapp außerhalb der Katastralgemeinde lag und sich erst im Zuge des Flächenwachstums der Ortschaft seit dem 19. Jahrhundert bis auf den Rand der Katastralgemeinde Rottschaft Feistritz ausdehnte.

## Vermessungsamt-Sprengel
Die Katastralgemeinde gehört seit 1. Jänner 1998 zum Sprengel des Vermessungsamtes Klagenfurt. Davor war sie Teil des Sprengels des Vermessungsamtes St. Veit an der Glan.

## Geschichte
Ende des 18. Jahrhunderts wurden die Kärntner Steuergemeinden (später: Katastralgemeinden) gebildet und Steuerbezirken zugeordnet. Die Steuergemeinde Rottschaft Feistritz wurde Teil des Steuerbezirks Kraig und Nußberg.
Im Zuge der Reformen nach der Revolution 1848/49 wurden in Kärnten die Steuerbezirke aufgelöst und Ortsgemeinden gebildet, die jeweils das Gebiet einer oder mehrerer Steuergemeinden umfassten. Die Steuer- bzw. Katastralgemeinde Rottschaft Feistritz wurde Teil der Gemeinde Glantschach. Die Größe der Katastralgemeinde Rottschaft Feistritz wurde 1854 mit 618 Österreichischen Joch und 1223 Klaftern (ca. 356 ha, also die heutige Fläche) angegeben; damals lebten 71 Personen auf dem Gebiet der Katastralgemeinde. 1875 wurde die Katastralgemeinde mit damals 111 Einwohnern an die Gemeinde Pulst angeschlossen. 1958 wurde die Katastralgemeinde Teil der Gemeinde Liebenfels, die damals durch die Fusion der Gemeinden Liemberg, Hardegg und Pulst entstand.
Die Katastralgemeinde Rottschaft Feistritz gehörte ab 1850 zum politischen Bezirk Sankt Veit an der Glan und zum Gerichtsbezirk Sankt Veit an der Glan. 1854 bis 1868 gehörte sie zum Gemischten Bezirk Sankt Veit an der Glan. Seit der Reform 1868 ist sie wieder Teil des politischen Bezirks Sankt Veit an der Glan und des Gerichtsbezirks Sankt Veit an der Glan.